# Delmenhorst
Delmenhorst (/ˈdɛl.mən.ˌhɔʁst/) est un district urbain (Kreisfreie Stadt) en Basse-Saxe, en Allemagne. Elle est située entre Brême et Oldenbourg. La ville s'étale sur une superficie totale de 62,36 km2 pour une densité de population d'environ 1 213 habitants par kilomètre carré.
Depuis 2006, il est dirigé par son maire Patrick de La Lanne.

## Histoire
| Appartenances historiques Comté d'Oldenbourg 1436-1482 Principauté épiscopale de Münster 1482-1547 Comté d'Oldenbourg 1547-1774 Duché d'Oldenbourg 1774-1811 Empire français (Bouches-du-Weser) 1811-1814 Duché d'Oldenbourg 1814-1829 Grand-duché d'Oldenbourg 1829-1918 République de Weimar 1918-1933 Reich allemand 1933-1945 Allemagne occupée 1945-1949 Allemagne 1949-présent |

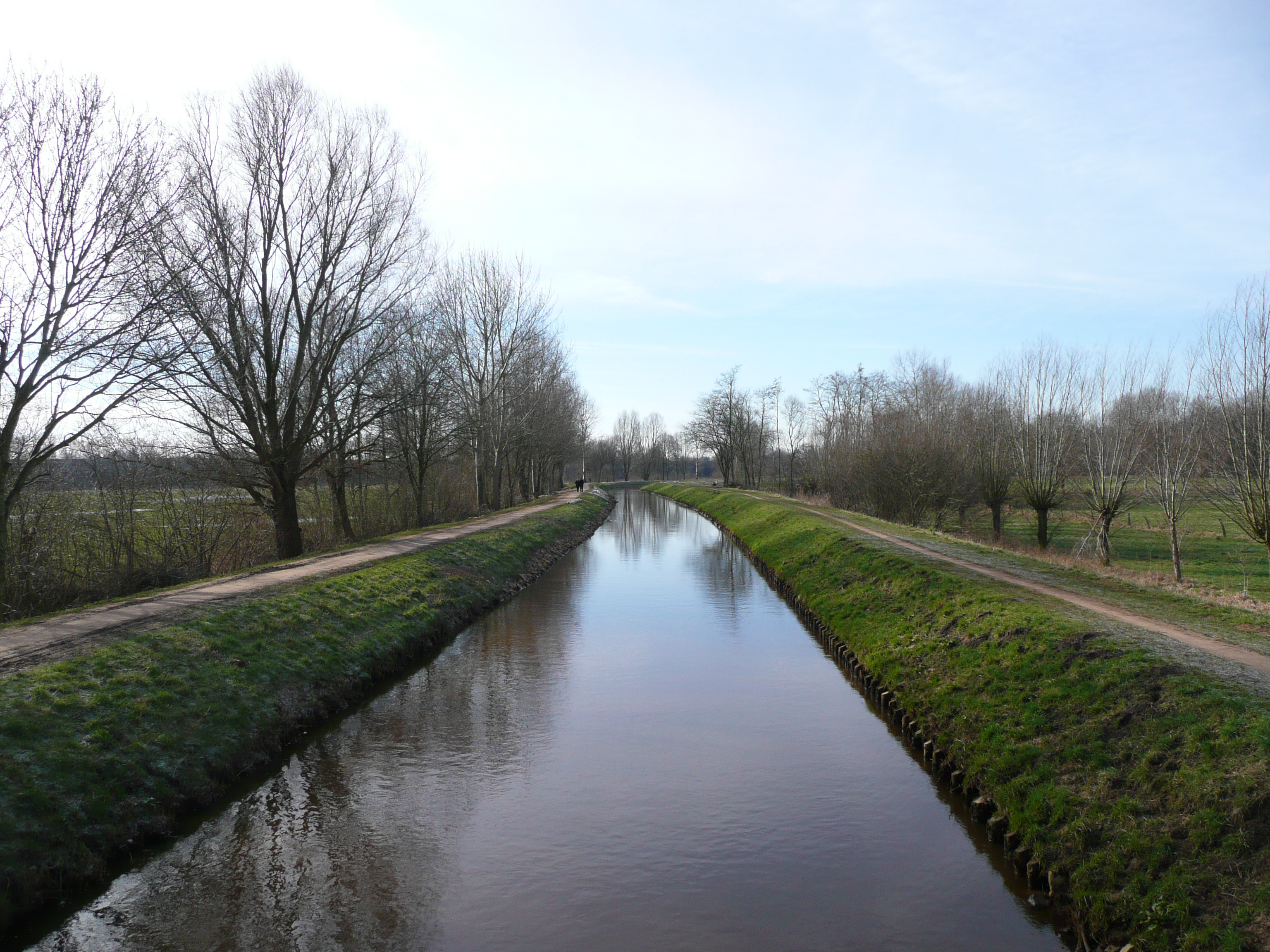
Vue de la Delme.

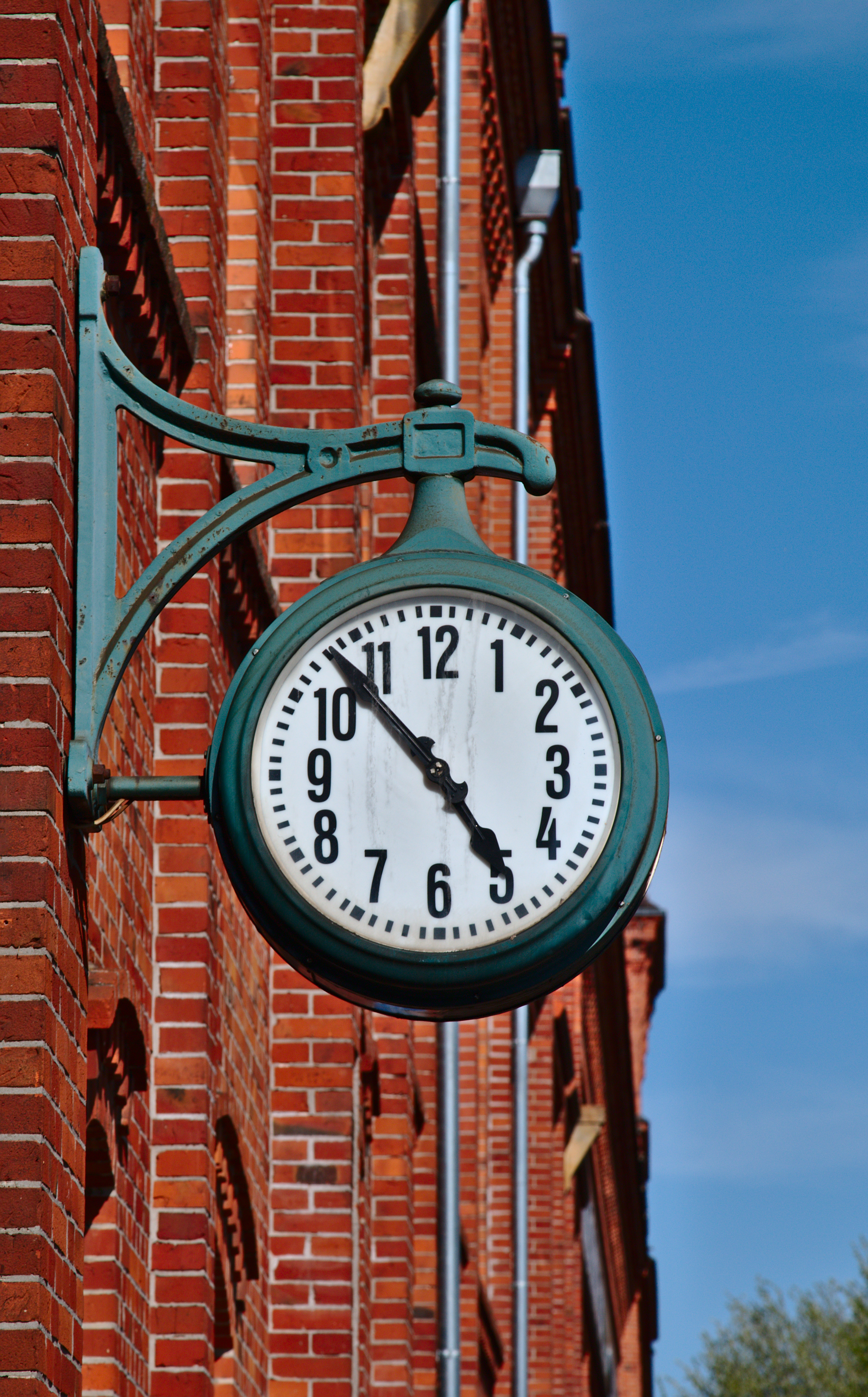
Une horloge de Nordwolle, ancienne entreprise de la ville devenue musée de l'industrie.

Delmenhorst a été mentionnée pour la première fois dans une charte datant de 1254, lorsque le comte de Oldenbourg, Otto Ier, achète le lieu près de la rivière Delme en 1234. Un château a été établi vers 1247, afin de protéger la toute nouvelle colonie. Puis Otto II, a fait du château sa résidence. Delmenhorst est devenu une ville le 15 juillet 1371 en vertu de la loi de Brême.

## Personnalités liées à la ville
- Thierry d'Oldenbourg (1390-1440), comte d'Oldenbourg mort à Delmenhorst.
- August Jordan (1872-1935), homme politique mort à Delmenhorst.

## Jumelage
- Allonnes (Sarthe) (France)
- Borissoglebsk (Russie)
- Eberswalde (Allemagne)
- Kolding (Danemark)
- Lublin (Pologne)
- Toledo (Ohio) (États-Unis)